# 라이몬다

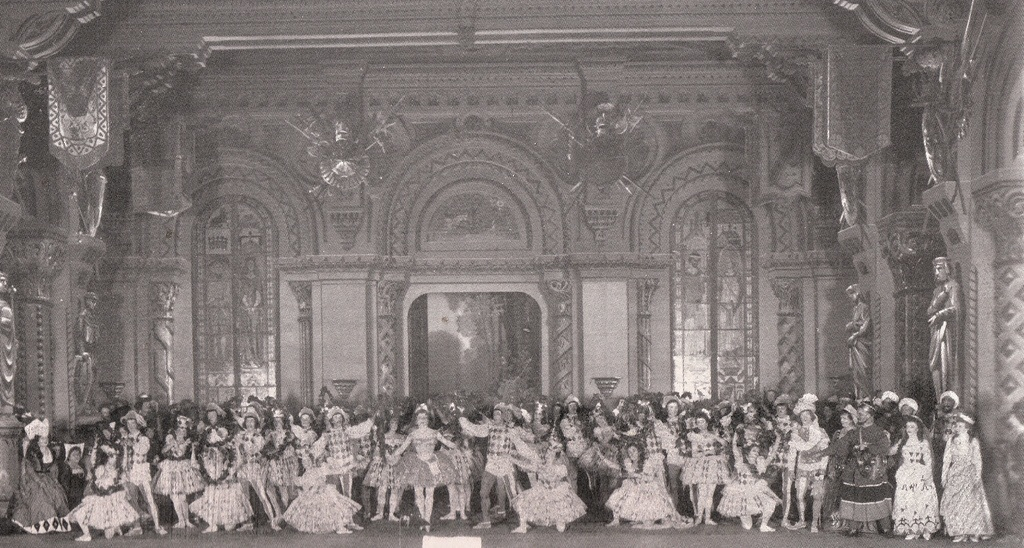

라이몬다는 마리우스 프티파가 안무한 3막 4장의 발레 작품이다.  1898년 1월 19일, 마린스키 극장에서 초연되었다. 음악은 글라주노프가 작곡하였다.

## 줄거리
〔제1막〕
제1장 : 성내의 한 방. 라이몬다의 생일 축하 준비가 진행되고 있다. 백모(伯母)인 백작부인이 방 안에 있는 백(白) 부인의 상(像)에 대해 설명한다. 거기에 사라센의 기사 아브데람이 와서 라이몬다에게 선물을 바치나, 시실은 그녀를 유혹하려는 속셈이 있다.
제2장 : 성내의 정원. 백부인의 상에 이끌려 뜰에 내려온 라이몬다는 그곳에서 기사에게 둘러싸인 약혼자 브리엔의 환상을 보나, 그것이 어느 사이에 아브데람으로 변하여 라이몬다는 기절한다.
〔제2막〕
백작부인의 성 안에 있는 뜰. 라이몬다의 생일 축하연이 베풀어지고, 그 손님 가운데는 아브데람도 보인다. 그는 사람들이 여흥에 열중하고 있는 틈을 타서 부하인 노예들로 하여금 라이몬다를 유괴토록 하나, 그때 약혼자인 브리엔느가 도착하여 결투 끝에 아브데람을 쓰러뜨린다.
〔제3막〕
브리엔느의 성 안에 있는 정원. 성주 브리엔느와 라이몬다의 결혼 축하연이 한창 벌어지고 있다.